# 立新街道 (荆州市)
立新乡，是中华人民共和国湖北省荆州市沙市区下辖的一个乡镇级行政单位。

## 行政区划
立新乡下辖以下地区：
江津西路社区、荆沙河社区、张居正社区、东岳社区、洪垸村、荆沙村、张沟村、东岳村、徐桥村、同心村、荆江村和白庙村。